# اولها بویچنکو
اولها بویچنکو (انگلیسی: Olha Boychenko؛ زادهٔ ۶ ژانویهٔ ۱۹۸۹) بازیکن فوتبال اهل اوکراین است.

## سابقه
از باشگاه‌هایی که در آن بازی کرده‌است می‌توان به WFC Naftokhimik Kalush اشاره کرد.
وی همچنین در تیم ملی فوتبال زنان اوکراین بازی کرده‌است.